# Roč
Roč (Italiaans: Rozzo; Latijn: Rotium; Duits: Rotz) is een stadje met slechts 180 inwoners 50 kilometer ten zuidoosten van Triëst op het Kroatische schiereiland Istrië. Het ligt aan de weg die van Triëst naar Koper door de Učka-tunnel naar Rijeka gaat.
In plaats van een dorp, wordt Roč vaak als een stad gezien, vanwege het tastbare culturele erfgoed. Roč kwam voor het eerst in schrift voor in 1064. De plaatselijke Sint-Antoniuskerk beheert het 12e-eeuwse Glagolitisch Abecedarium. Het eerste gedrukte Kroatische boek, het Missaal van 1483, werd in Roč gemaakt door ene Juri Žakan.
Roč wordt door de autoriteiten gezien als een cultuurmonument. De stad bevat een goed bewaarde stadsmuur uit de Middeleeuwen met twee poorten, een Romeins lapidarium, een Venetiaans kanon en een wachttoren. De kerken zijn ook historisch: de romaanse Sint-Antoniuskerk komt uit de 11e eeuw, de Sint-Rochuskerk uit de 14e eeuw en de Sint-Bartolomeüskerk uit de 15e eeuw. Er zijn ook nog verschillende kleinere relicten en oude gebouwen.
Zeven kilometer van Roč ligt Hum, dat met minder dan 30 inwoners soms de kleinste stad ter wereld wordt genoemd. Tussen Roč en Hum loopt een wandelroute die door de geschiedenis van het Glagolitische alfabet gaat.
Plaatsen in Istrië: Banjole · Bertoki · Buje · Buzet · Fažana · Hum · Izola · Jagodje · Koper · Koromačno · Labin · Lucija · Medulin · Motovun · Muggia · Novigrad · Pazin · Peroj · Piran · Portorož · Poreč · Premantura ·  Pula · Rabac Luka · Ravni · Roč · Rovinj · Savudrija · Škocjan · Stalije · Štinjan · Trget · Umag · Višnjan · Vodnjan · Vrsar
Taal in Istrië: Čakavisch · Istriotisch · Istro-Roemeens · Italiaans · Sloveens · Kroatisch · Venetiaans
Andere artikelen over Istrië: Golf van Triëst · Istrische Democratische Assemblee · Italianisering · Baai van Koper · Baai van Muggia · Baai van Piran · Kvarner · Lim · Mario Andretti · Nino Benvenuti · Sergio Endrigo · Učka